# Titte til hinanden
"Titte til hinanden" er en dansk sang fra 1932, sunget af Marguerite Viby og Hans W. Petersen i filmen Skal vi vædde en million?. Musikken er af Kai Normann Andersen og teksten af Børge Müller og Arvid Müller.

## Sangteksten
I filmen spiller Marguerite Viby korpigen Aurora, som generalkonsulens søn Jørgen (Hans Kurt) er forelsket i og vil giftes med. Jørgens far, Godtfred, er imod forbindelsen og forsøger at splitte parret ved at indgå et væddemål med sønnen: Hvis han kan undgå at skændes med Aurora i en måned, kan de to gifte sig og få en million kr, men hvis de skændes, får Godtfred lov til at finde en (mere passende) hustru til Jørgen. Meget af handlingen går derpå med, at Godtfred forsøger at fremprovokere et skænderi.
Aurora opdager nogle af rænkerne og forsøger sig med en modplan: Hun vil gøre Jørgen jaloux, og til at hjælpe med det henter hun pianisten Josias, der også er forelsket i hende. Hun møder ham på landevejen, og i hans bil sætter hun ham med sangen ind i sine planer. Scenen kulminerer med, at den forelskede Josias kører ind i et træ, da sangen er slut.
Teksten til sangen er en slags dialog, hvor Aurora forklarer Josias om situationen og hans rolle, mens han svarer passende steder, idet man aner, at han håber på mere end blot at være et redskab. Omkvædet beskriver i detaljer, hvordan de to ved at udveksle søde blikke ("titte til hinanden") og give andre tydelige tegn ("og et lille kys måske") skal vække jalousien. Der er to vers på hver ni linjer samt omkvædet på 12 linjer i sangen.
Der findes desuden til sangen en alternativ tekst til versene, som ikke er så direkte relateret til filmen og dens handling, men som er en mere traditionel kærlighedssang.

## Melodien
Kai Normann Andersens melodi til sangen er særdeles munter og kombinerer i omkvædet en lidt hurtig staccato-agtig rytme med mere udtrukne passager, mens han i versene ind imellem bruger synkoper til at give melodien dynamik. I filmen spilles melodien af et fuldt orkester, der også får et pænt mellemspil at boltre sig i.
Melodien til "Titte til hinanden" er en af de 12 Andersen-sange, der er optaget i Kulturkanonen.

## Andre versioner
"Titte til hinanden" er indspillet af andre kunstnere, fx Grethe Sønck og Dario Campeotto, udgivet på albummet 50 stærke danske kitsch hits (2013) samt af Ann-Mette Elten på hendes album Hot Hot (2000) - i begge versioner synges den alternative tekst.